# Ertvågsøya
Ertsvågsøya is een eiland in de Noorse provincie Møre og Romsdal. Het maakt deel uit van de gemeente Aure. Ertsvågsøy is door bruggen verbonden met de naastgelegen eilanden Røtteøya en Stabblandet. Vanaf Aresvik gaat er een veerboot naar Hennset op het vasteland. 